# 6719 Gallaj
6719 Gallaj este un asteroid din centura principală de asteroizi.

## Descriere
6719 Gallaj este un asteroid din centura principală de asteroizi. A fost descoperit pe 16 octombrie 1990 la Observatorul de Astrofizică din Crimeea de Liudmila Juravliova și G. R. Kastel'. Asteroidul prezintă o orbită caracterizată de o semiaxă mare de 2,76 ua, o excentricitate de 0,08 și o înclinație de 3,2° în raport cu ecliptica.